# Paweł z Sienna
Paweł z Sienna (ur. ok. 1410, zm. 10 listopada 1444) – sekretarz królewski Władysława Warneńczyka (1439), dworzanin królewski (1444), zginął w bitwie pod Warną.
Jego matką była Katarzyna Oleśnicka (córka Dymitra z Goraja) herbu Korczak, a ojcem Dobiesław Oleśnicki.
Był bratankiem kard. Zbigniewa Oleśnickiego.

## Rodzeństwo
Bracia: Dymitr z Sienna, Mikołaj z Sienna, Jan z Sienna, Jakub z Sienna, Andrzej Sienieński (zm. 1494), oraz: Piotr łowczy sandomierski, Zygmunt, Wiktor, Zbigniew, Marcin, Maciej i siostra Dorota z Sienna.